# ملا يعقوب
ملا يعقوب هي قرية في مقاطعة سراب، إيران. عدد سكان هذه القرية هو 193 في سنة 2006.